# Aaron Ward (Eishockeyspieler)
Aaron Christian Ward (* 17. Januar 1973 in Windsor, Ontario) ist ein ehemaliger kanadischer Eishockeyspieler, der im Verlauf seiner aktiven Karriere zwischen 1990 und 2010 unter anderem 934 Spiele für die Detroit Red Wings, Carolina Hurricanes, New York Rangers, Boston Bruins und Anaheim Ducks in der National Hockey League auf der Position des Verteidigers bestritten hat. Während seiner 13 Spielzeiten in der NHL gewann Ward insgesamt dreimal den Stanley Cup – davon in den Jahren 1997 und 1998 zweimal mit den Detroit Red Wings sowie 2006 mit den Carolina Hurricanes.

## Karriere
Aaron Ward wurde während des NHL Entry Draft 1991 von den Winnipeg Jets in der ersten Runde an der fünften Position gedraftet. Doch er spielte nie für Winnipeg. Im Sommer 1993 wurde er gemeinsam mit einem Viertrunden-Wahlrecht im NHL Entry Draft 1993 und wenig später auch Alan Kerr im Tausch für Paul Ysebaert zu den Detroit Red Wings transferiert. Von 1993 bis 1996 spielte er hauptsächlich beim damaligen Farmteam von Detroit in der American Hockey League bei den Adirondack Red Wings. In der National Hockey League kam er in den drei Jahren nur sechs Mal zum Einsatz.
In der Saison 1996/97 gehörte er zum NHL-Team der Red Wings und gewann den Stanley Cup. Den Erfolg konnte er mit dem Team im folgenden Jahr wiederholen, allerdings fehlte er in den Playoffs auf Grund einer Verletzung. Im Sommer 2001 wurde er für einen Zweitrunden-Draftpick zu den Carolina Hurricanes transferiert.
Gleich in seiner ersten Saison in Carolina erreichte er das Stanley-Cup-Finale und gegen sein ehemaliges Team aus Detroit musste er in der Finalserie antreten. Carolina konnte das erste Spiel für sich entscheiden, doch Detroit gewann die nächsten vier Spiele und damit auch den Stanley Cup.

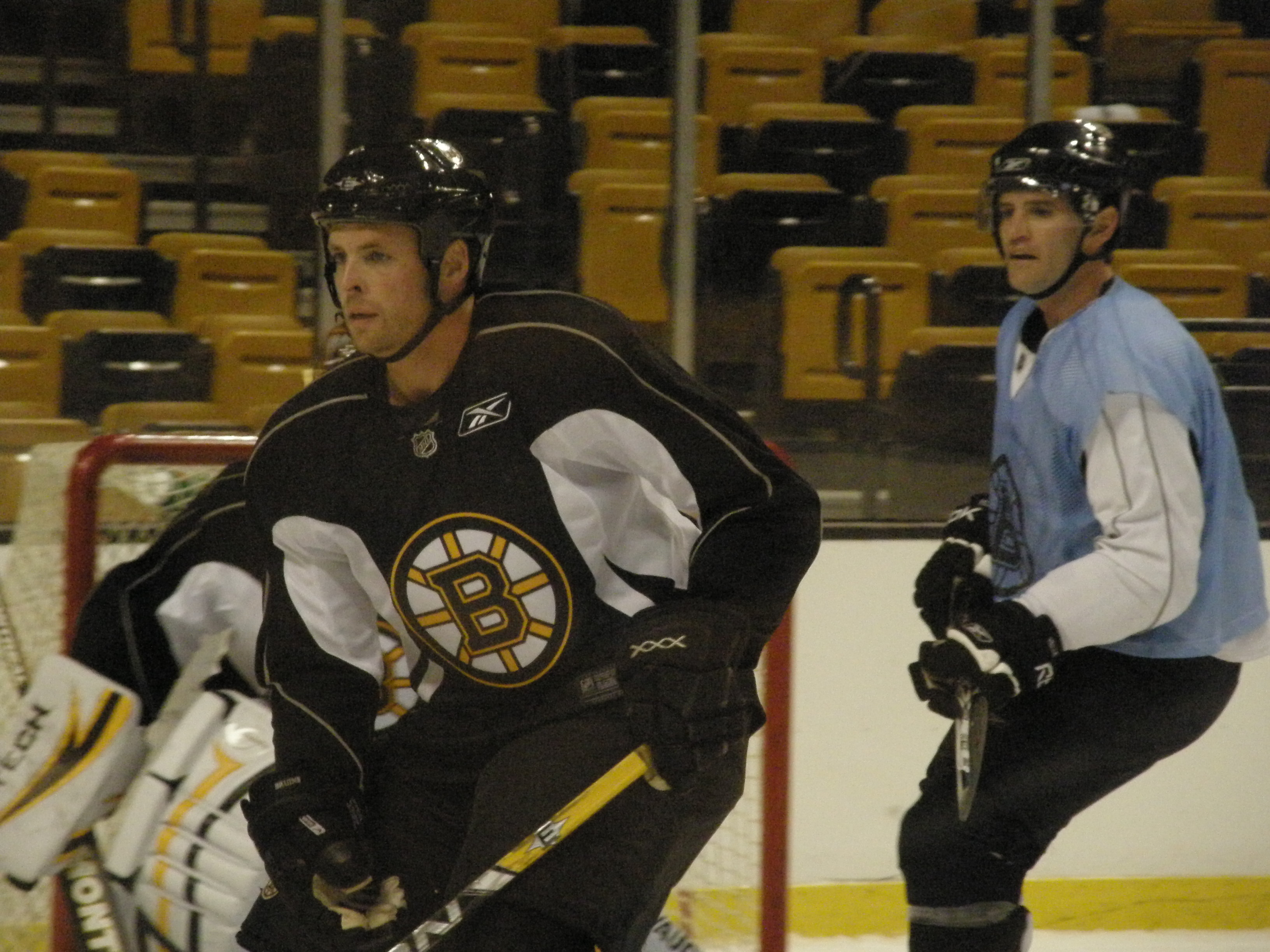
Ward (links) mit Stéphane Yelle im Training der Boston Bruins

Die folgenden zwei Jahre in Carolina verliefen erfolglos und man verpasste die Playoffs. Die NHL-Saison 2004/05 fiel auf Grund des Lockout aus und Aaron Ward unterschrieb einen Vertrag beim ERC Ingolstadt in der Deutschen Eishockey Liga. Mit dem Team zog er bis ins Halbfinale um die deutsche Meisterschaft ein und gewann den DEB-Pokal.
Die NHL-Saison 2005/06 fand statt und Carolina belegte in der Liga den dritten Platz. In den Playoffs kämpften sich die Hurricanes von Runde zu Runde und standen am Ende im Finale um den Stanley Cup gegen die Edmonton Oilers. Carolina dominierte die ersten Spiele und führte nach vier Partien mit 3:1-Siegen, sodass nur noch ein Sieg fehlte. Doch Edmonton konnte die nächsten zwei Spiele gewinnen und so kam es zum entscheidenden siebten Spiel. Aaron Ward brachte Carolina im ersten Drittel mit 1-0 in Führung, ehe die Oilers ausglichen. Doch Carolina ging erneut in Führung. In den letzten Minuten des Spiels nahmen die Oilers ihren Torhüter vom Eis, um mit einem weiteren Stürmer doch noch den Ausgleich zu erzwingen, aber dieses Vorhaben schlug fehl und Carolina traf eine Minute vor Schluss zum entscheidenden 3:1 ins leere Tor der Oilers.
Der Vertrag von Aaron Ward bei den Carolina Hurricanes lief im Sommer 2006 aus und er unterzeichnete einen Zwei-Jahres-Vertrag bei den New York Rangers, wurde aber schon im Februar 2007 zu den Boston Bruins transferiert. Auf Grund von mehreren Verletzungen konnte Aaron Ward nie die gesamten 82 Spiele einer Saison bestreiten. Sein persönlicher Rekord stammt aus der Saison 2001/02 mit 79 absolvierten Spielen. Am 24. Juli 2009 wurde er im Austausch für Patrick Eaves und einem Viertrunden-Wahlrecht für den NHL Entry Draft 2010 zu den Carolina Hurricanes abgegeben.
Obwohl er bei den Hurricanes zu den Stammkräften zählte und 60 Partien in der Saison 2009/10 absolvierte, wurde er am 3. März 2010 in einem Tauschgeschäft abgegeben. Ward ging zu den Anaheim Ducks, im Austausch erhielten die Hurricanes den Torwart Justin Pogge und ein Viertrunden-Wahlrecht. Bis zum Saisonende bestritt der Abwehrspieler 17 Partien für die Ducks und erzielte zwei Scorerpunkte. Am 24. August 2010 beendete er seine aktive Laufbahn.

## Erfolge und Auszeichnungen
| - 1991 CCHA All-Rookie Team - 1992 Spengler-Cup-Gewinn mit dem Team Canada - 1997 Stanley-Cup-Gewinn mit den Detroit Red Wings | - 1998 Stanley-Cup-Gewinn mit den Detroit Red Wings - 2006 Stanley-Cup-Gewinn mit den Carolina Hurricanes |

## Karrierestatistik
(Legende zur Spielerstatistik: Sp oder GP = absolvierte Spiele; T oder G = erzielte Tore; V oder A = erzielte Assists; Pkt oder Pts = erzielte Scorerpunkte; SM oder PIM = erhaltene Strafminuten; +/− = Plus/Minus-Bilanz; PP = erzielte Überzahltore; SH = erzielte Unterzahltore; GW = erzielte Siegtore; 1 Play-downs/Relegation; Kursiv: Statistik nicht vollständig)